# Tomáš Babák
Tomáš Babák (Jilemnice, 28 de diciembre de 1993) es un jugador de balonmano checo que juega de pívot en el Bergischer HC alemán. Es internacional con la Selección de balonmano de la República Checa.

## Palmarés

### Bergischer HC
- 2.Bundesliga (1): 2018

## Clubes
- HBC Ronal Jicín (2010-2013)
- TSV Omar St. Gallen (2013-2016)
- Bergischer HC (2016- )